# Pedro Geromel
Pedro Tonon Geromel (São Paulo, 1985. szeptember 21. –) brazil válogatott labdarúgó, aki jelenleg a Grêmio játékosa.

## Pályafutása

### Klubcsapatban
Pályafutásának fiatal éveit az AD Portuguesa, a Palmeiras és a GD Chaves korosztályos csapataiban töltötte. Utóbbi klubnál lett profi játékos és az ott nyújtott teljesítményére figyelt fel a portugál Vitória SC. 2008 nyarán Németországba igazolt a Köln csapatához. Több mint 100 mérkőzésen képviselte a klubot. 2012 nyarán három évre kölcsönbe került a spanyol RCD Mallorca csapatához, de fizetésképtelenség miatt ez az idő lecsökkent. 2014. január 1-jén visszatért hazájába és a Grêmio játékosa lett.

### A válogatottban
2018. május 14-én bekerült Tite 23 fős keretébe, amely a 2018-as labdarúgó-világbajnokságra utazik.

## Sikerei, díjai
- Grêmio
  - Brazil kupa: 2016
  - Copa Libertadores: 2017
  - Recopa Sudamericana: 2018
  - Rio Grande do Sul állami bajnok: 2018